# 毛叶铁榄
毛叶铁榄（学名：Sinosideroxylon pedunculatum var. pubifolium）为山榄科铁榄属下的一个变种。

## 扩展阅读
- 維基物種上的相關：毛叶铁榄